# My Way/Sunrize
«MY WAY/Sunrize» es el sencillo n.° 11 de la cantante japonesa Nami Tamaki, lanzado al mercado el 24 de marzo del año 2006.

## Detalles
También es el primer sencillo de doble cara A de la cantante. "MY WAY" fue el tema imagen de 37° Torneo Nacional de Voleibol de Educación Secundaria, y en honor a esto Tamaki aparece vestida como cheerleader con varias bailarinas, para apoyar a los equipos que participan. "Sunrize" también tuvo video musical, pero no estuvo asociado a ninguna campaña promocional. El sencillo incluyó una versión remix de "Prayer", tercer single de Tamaki.
Las dos canciones originales de este sencillo fueron posteriormente incluidas al álbum "Speciality".

## Canciones
1. «MY WAY»
2. «Sunrize»
3. «Prayer» -programless Beat Mix
4. «MY WAY» (Instrumental)

- Datos: Q2891787